# Ruby Tui
Ruby Tui (Wellington, 13 december 1991) is een Nieuw-Zeelands rugbyspeler.

## Carrière
Tui won met de ploeg van Nieuw-Zeeland tijdens de Olympische Zomerspelen 2016 de Olympische zilveren medaille. Vijf jaar later in Tokio werd Tui olympisch kampioen.
In 2018 werd zij samen met haar ploeggenoten in San Francisco wereldkampioen Rugby Seven.

## Erelijst

### Rugby Seven
- Olympische Zomerspelen:  2016
- Wereldkampioenschap  2018
- Olympische Zomerspelen:  2021